# Lago Emerald
El lago Emerald o lago Esmeralda (en inglés: "Emerald Lake") es un lago situado en el Parque nacional Yoho, en la provincia de Columbia Británica, Canadá, junto a la frontera con Alberta. El lago se encuentra rodeado de las montañas de la cordillera President, parte de las Montañas Rocosas canadienses, así como por el monte Burgess y la montaña Wapta. 
Alrededor del lago hay una ruta de 5,1 km de longitud que lo bordea. El lago Emerald fue descubierto en el año 1882 por Tom Wilson. El complejo turístico de Emerald Lake Lodge está construido a las orillas del lago. 
En invierno las temperaturas son de unos -30·C y en verano de 20·C. 